# Tindari

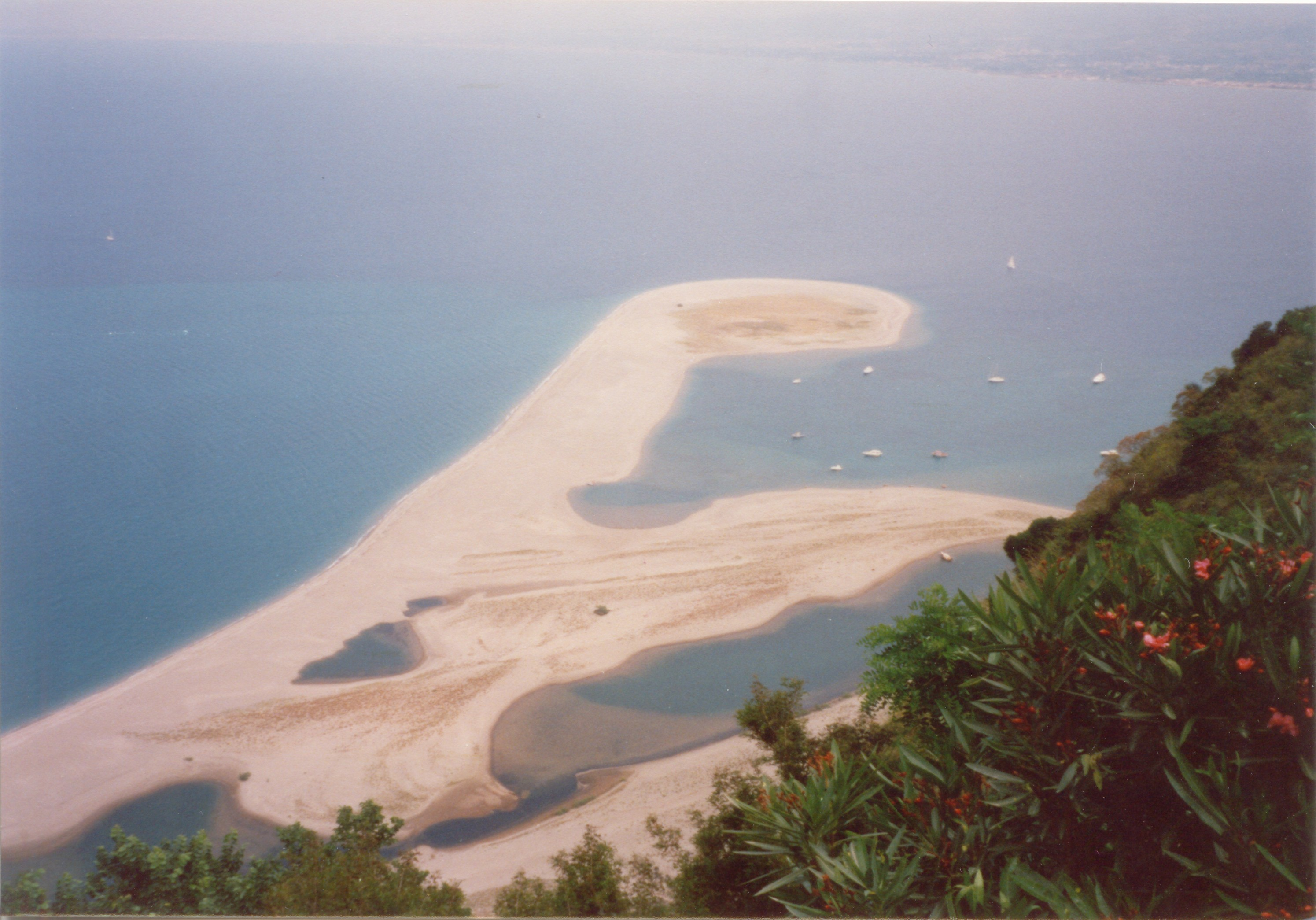
Lagune von Tindari

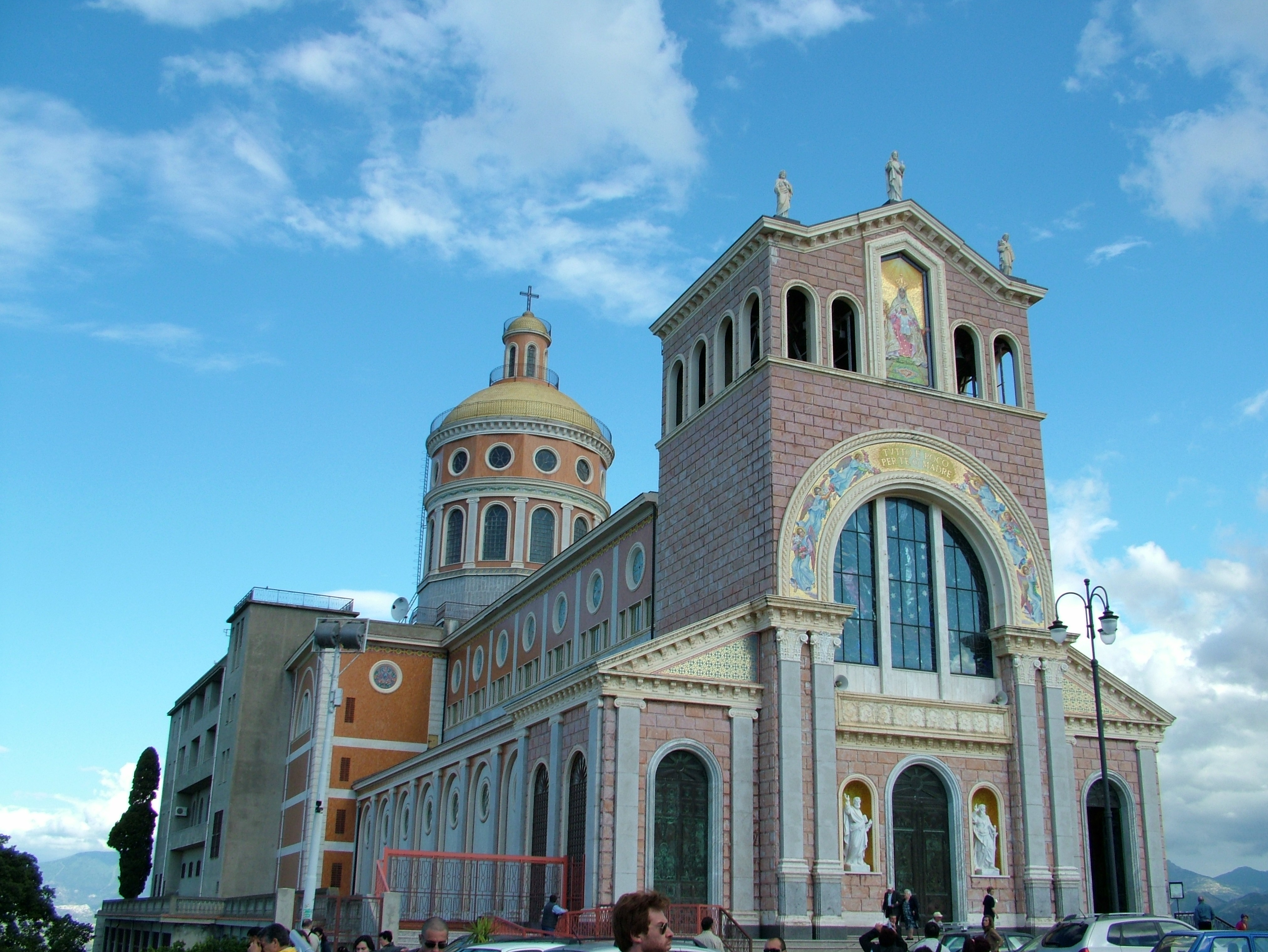
Wallfahrtskirche

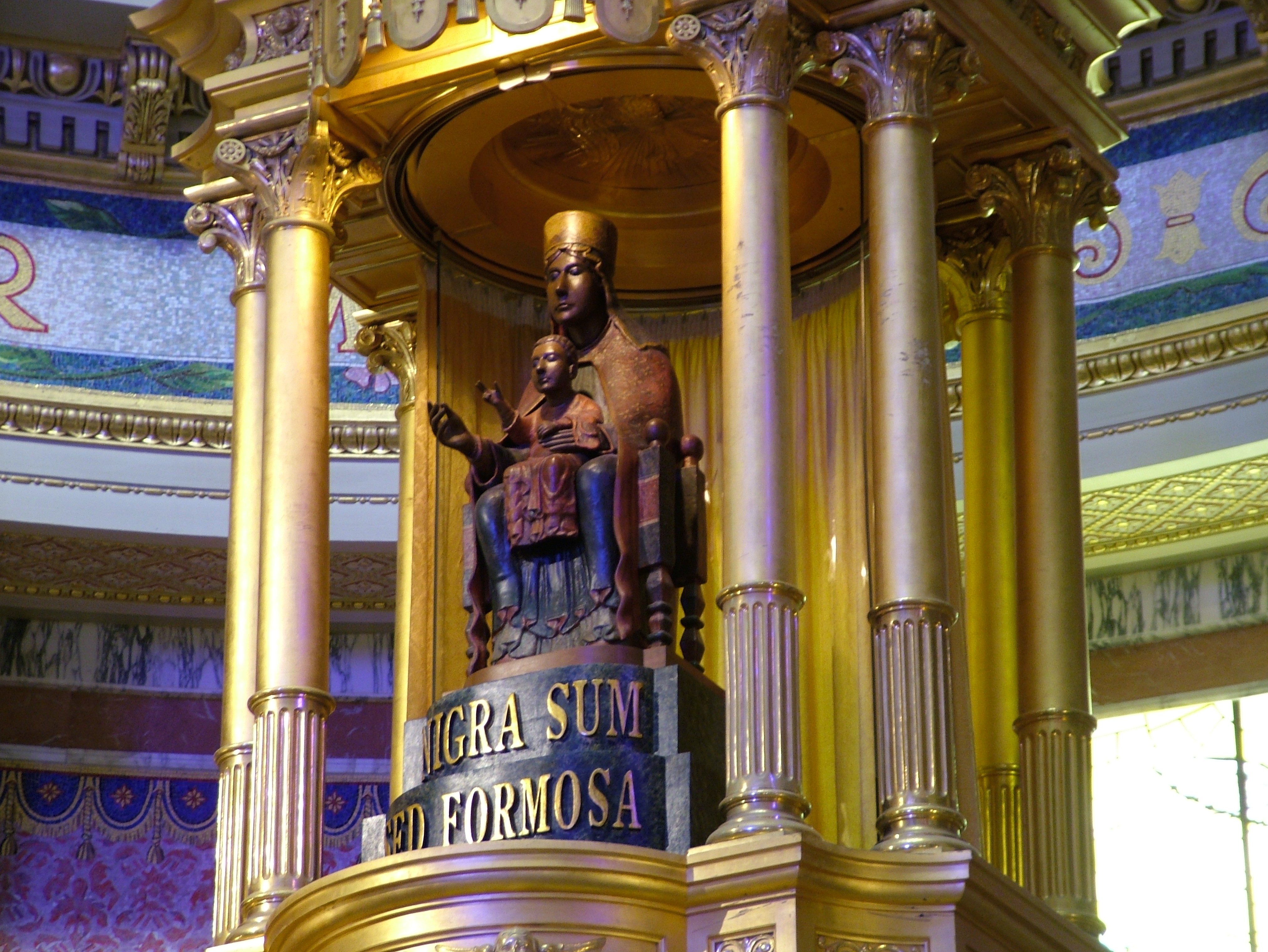
Schwarze Madonna

Tindari ist ein Ortsteil (Fraktion) der Gemeinde Patti in der Metropolitanstadt Messina in der Region Sizilien in Italien. Hier befinden sich Ausgrabungen der antiken Stadt Tyndaris und eine Wallfahrtskirche.

## Lage und Daten
Tindari liegt auf dem Gemeindegebiet von Patti. Es liegt auf dem Gebirge Capo Tindari am Thyrrenischen Meer.

## Geschichte
Die Gegend war schon in der sizilischen Bronzezeit bewohnt. Die in Schichten aus dem 17. bis 15. Jahrhundert v. Chr. ans Licht geförderte Keramik ist typisch für die unter anderem nach diesem Fundort benannten Rodì-Tindari-Vallelunga-Fazies.
Tyndaris wurde im Jahre 396 v. Chr. von Dionysios I. von Syrakus gegründet.  Während der Punischen Kriege hat sich die Stadt mit den Römern verbündet. Im 1. Jahrhundert verschwand ein Teil der Stadt im Meer, Grund war ein Erdbeben. 
In der Antike war Tindari Bischofssitz, darauf geht das heutige Titularbistum Tyndaris zurück.
Die Stadt wurde 836 von den Arabern zerstört. 1094 entstand die heutige Siedlung. Während der Sizilianischen Vesper (1282) wurde die Stadt zerstört. Die Stadt wurde wieder aufgebaut und von Piraten erneut zerstört.

## Sehenswürdigkeiten

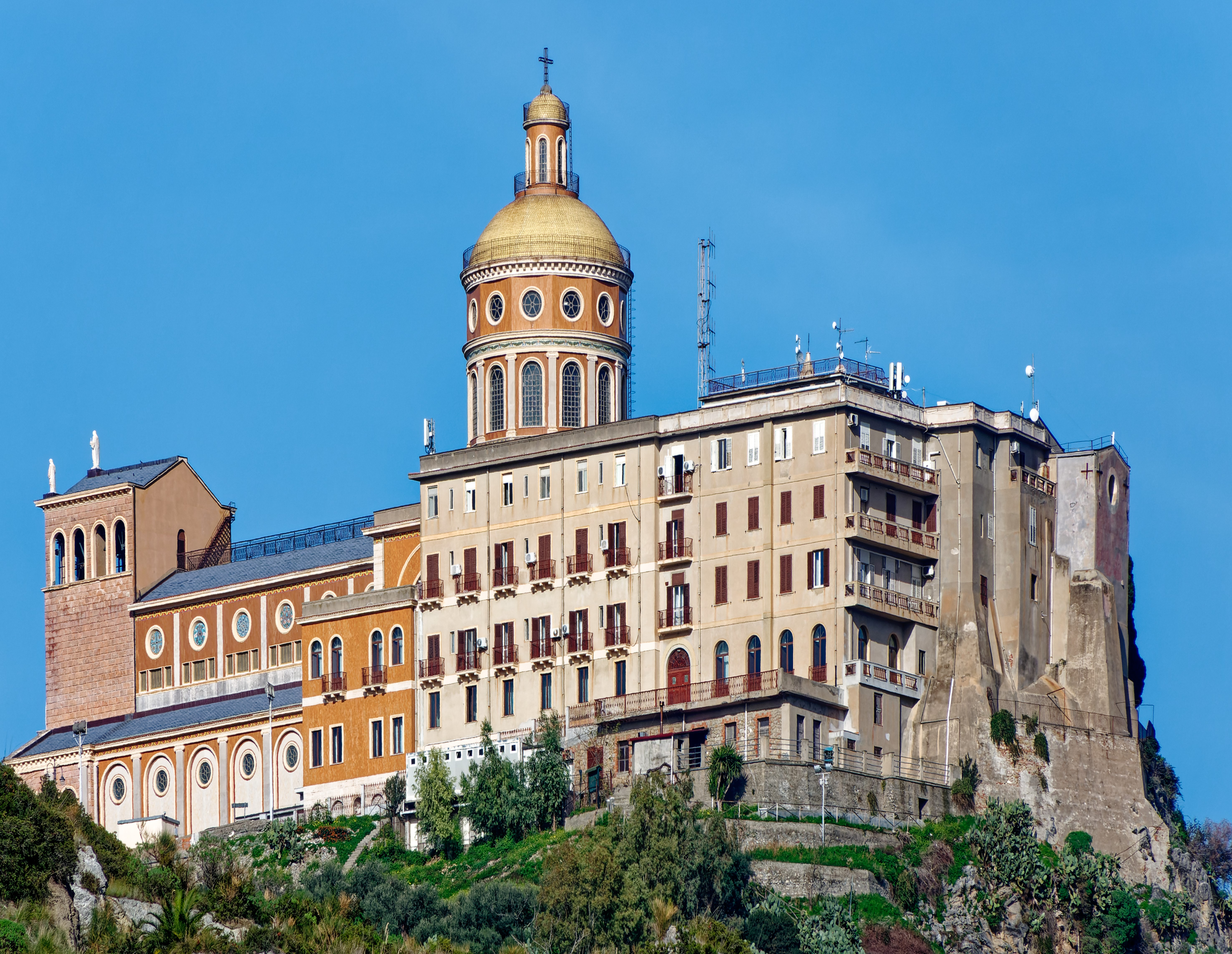
Die Wallfahrtskirche vom Tal aus gesehen.

### Wallfahrtskirche mit der Schwarzen Madonna
In der in den 1950er Jahren erbauten römisch-katholischen Wallfahrtskirche wird die Schwarze Madonna von Tindari verehrt.
Das Gnadenbild des Santuario kam der Überlieferung nach im 8./9. Jahrhundert aus Konstantinopel, wo der Bildersturm entbrannt war, nach Sizilien. 
Der Legende nach wurde das Bildnis in einer Kiste angeschwemmt. Das Gnadenbild trägt die Inschrift NIGRA SUM SED FORMOSA (deutsch: „Ich bin schwarz, aber schön“). Zum Fest Mariä Geburt am 8. September wird das Bild festlich geschmückt.
Die Wallfahrtskirche wurde um eine kleinere, ältere Kirche herumgebaut. Sie ist bis heute zu besichtigen. Dort steht auch die schwarze Madonna.
Vom Vorplatz der Wallfahrtskirche aus sieht man das Naturschauspiel des mare secco, einer langgezogenen, ins Meer ragenden Sandbank. Außerdem hat man einen weit reichenden Blick auf die Felsen von Tindari, das Hinterland von Milazzo und bis zu den Liparischen Inseln.

### Antikes Tyndaris
Die Ausgrabungen wurden im Jahre 1812 begonnen. Seitdem ist ein Teil des antiken Tyndaris freigelegt worden. Unter der Wallfahrtskirche fanden keine Grabungen statt.

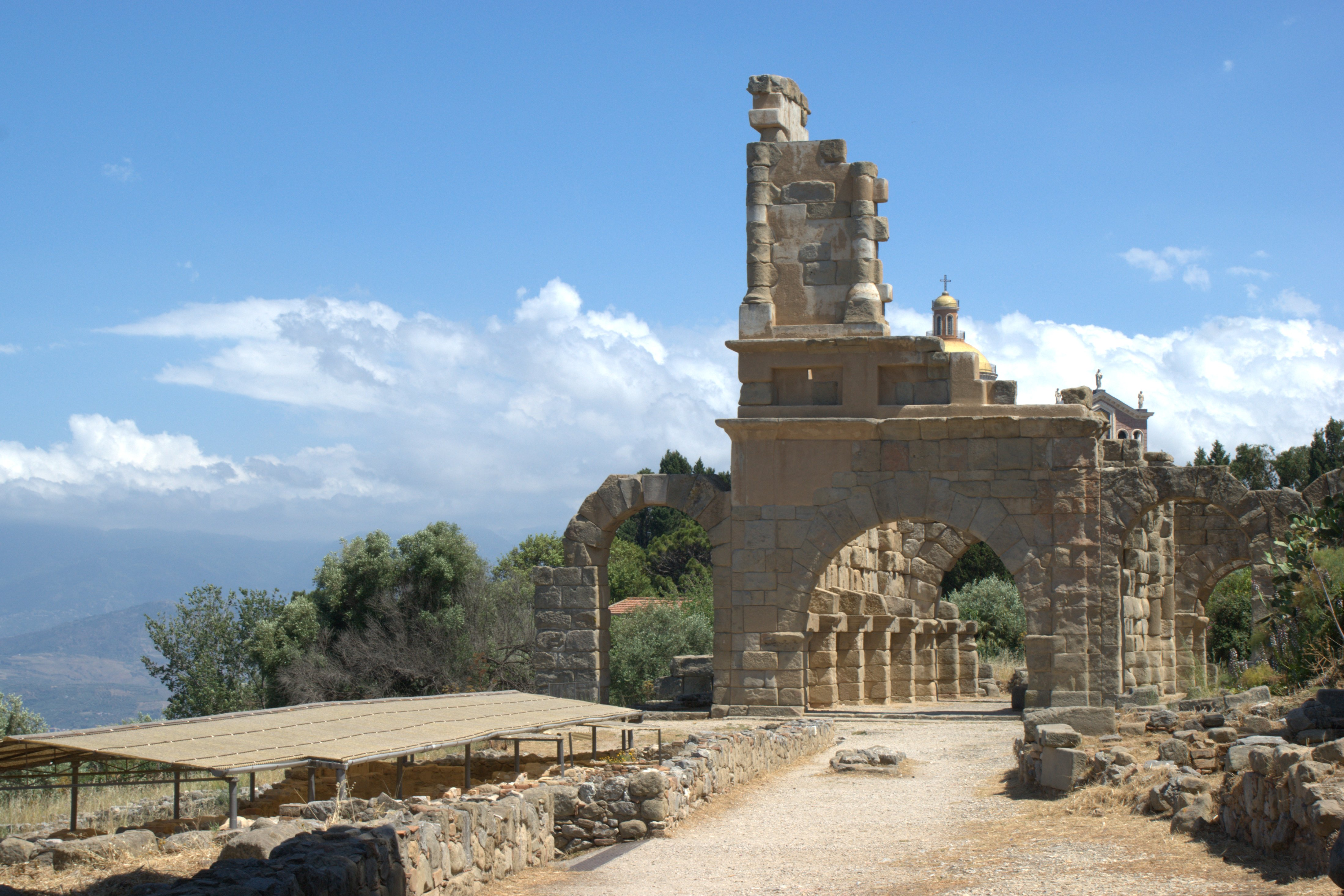
Ausgrabungsstätte bei Tindari

Zu den Funden zählen:
- Überreste der Stadtmauer
- eine Basilika
- Antiquarium
- ein griechisches Theater

## Legende der schwarzen Madonna
Als volkstümliche Erklärung für die Naturerscheinung des mare secco erzählt man sich folgende Legende: 
Ein kleines Kind stürzte vom Berg in die Fluten. Die Mutter, eine Pilgerin, betete in ihrer Not zur heiligen Mutter Gottes. Daraufhin erhob sich aus dem Meer eine Hand und das Kind war gerettet. 
Die Form der Sandbank in der Lagune von Tindari lässt sich als einen von der Insel ausgestreckten Arm mit Hand interpretieren. 
Koordinaten: 38° 9′ N, 15° 2′ O